# REC.
REC., estilizado como [REC.], es el EP debut de la cantautora surcoreana y exmiembro del grupo GFriend, Yuju. Fue publicado el 18 de enero de 2022 a través de la discográfica Konnect Entertainment y distribuido por Warner Music Korea. El disco se promocionó con el sencillo «놀이(Play)», escrito y compuesto por Yuju, además cuenta con cinco canciones todas ellas escritas por ella. 

## Antecedentes y lanzamiento
Esté álbum marca el debut de Yuju, quien anteriormente había cautivado al público como vocalista del grupo GFriend, además de interpretar múltiples bandas sonoras. Antes de su lanzamiento, Konnect Entertainment dijo: «Es un álbum que será muy sorprendente para la habilidad musical de Yuju».
Yuju se unió a Konnect Entertainment en septiembre del 2021 después que su contrato con su anterior empresa terminase en mayo del mismo año.
El día 3 de enero de 2021 mediante sus redes sociales se reveló un póster promocional para su álbum de música debut en solitario [REC.], el cual sería lanzado el día 18 de enero. Al día siguiente, se publicó el calendario del EP. Los pedidos anticipados comenzaron el 5 de enero. El mismo día, se confirmó que la canción principal del álbum se llama «Play» y fue escrita y compuesta por ella misma. El 6 de enero se publicó una película conceptual para el EP en el canal oficial de YouTube de Konnect Entertainment. Al día siguiente, se publicó la lista de canciones del álbum, confirmando que tiene cinco canciones, todas escritas por la propia Yuju. Además, el 9 de enero se reveló un trozo de la letra de la canción en una imagen promocional.

Cuando las flores florecían bellas y se ponían rojas, la rompías y lejos te marchabas.
Yuju  «Play(놀이)»

El primer adelanto de «Play» se lanzó el 12 de enero. La muestra del álbum del EP se lanzó dos días después, seguida de una versión en vivo de la muestra como regalo especial el 16 de enero. Al día siguiente, Konnect Entertainment reveló el segundo y último adelanto de «Play». El EP fue lanzado el 18 de enero junto con el vídeo musical de «Play».

## Producción y composición
[REC.] es muy significativo para Yuju ya que ella tomó la iniciativa de escribir y componer la mayoría de las canciones, en especial el tema principal «Play». Además Yuju tuvo una participación activa en la producción, siendo la compositora de todas las pistas del álbum, consagrándose así como una cantautora por méritos propios.
«Play», tema principal del disco, fue coescrito por Yuju junto con Amelia Moore, Chancellor y MZMC. Su estilo es un pop emocional de tempo medio que armoniza el sonido de un instrumento tradicional coreano, el Kayageum, y los sonidos occidentales de bombo, caja y cuerdas. La combinación de la pista optimista y las letras tristes opuestas es como un juego significativo. El enfoque de medio tiempo se fusiona con la entrega vocal profunda y cautivadora de Yuju con facilidad, lo que aumenta el dramatismo y el atractivo de la pista. «Cold Winter» es, para la autora, la pista más significativa dentro del álbum, ya que ella comenzó su proceso creativo tres años antes. Además, para Yuju, el álbum le dio la oportunidad de expresarse con mayor libertad y naturalidad acerca de sus sentimientos.

## Crítica y recepción
Después del lanzamiento, el álbum llamó la atención de varios medios internacionales, recibiendo múltiples reseñas y elogios. La revista británica especializada en crítica NME se refirió a Yuju como «una de las vocalistas más fuertes en la industria del K-pop». La revista estadounidense Women's Wear Daily señaló que «aunque se está moviendo hacia una estética y un sonido distintivo, Yuju le da crédito a GFriend como una parte integral de su desarrollo como artista.» Además, ET Canada y Teen Vogue incluyeron al tema principal «Play» en su lista de recomendaciones.

## Lista de canciones
| N.º   | Título                                      | Letras                      | Música                                                                                      | Arreglos                            | Duración |  |
| 1.    | «Bad Blood» (intro)                         | Yuju, Chancellor            | Musikality, Celine Svanbäck, Ferras Alqaisi, Jeppe London                                   | Musikality, Jeppe London            | 1:20     |  |
| 2.    | «놀이» (Play)                               | Yuju, Chancellor            | Amelia Moore, Kyle Buckley, Charles Nelsen, MZMC, Yuju, Chancellor                          | Pinkslip, inverness, MZMC           | 3:22     |  |
| 3.    | «겨우, 겨울» (Feat. 매드클라운 Cold Winter) | Yuju, Chancellor, Mad Clown | Yuju, Chancellor                                                                            | 허인국 (GALLERY), 유제혁 (GALLERY)  | 3:39     |  |
| 4.    | «테킬라» (The Killa)                        | Yuju, Chancellor, Knave     | Yuju, Chancellor, Purple, 장성일                                                            | Chancellor, Purple                  | 3:21     |  |
| 5.    | «Blue Nostalgia»                            | Yuju                        | Amelia Moore, JBACH, Leroy Sanchez, Kyle Buckley, Charles Nelsen, Kyle Scherrer, MZMC, Yuju | Pinkslip, inverness, Dry Kyle, MZMC | 3:28     |  |
| 15:10 |                                             |                             |                                                                                             |                                     |          |  |

## Posicionamiento en listas
| Lista (2022)                     | Mejor posición | Ref.   |
| -------------------------------- | -------------- | ------ |
| Corea del Sur (Gaon Album Chart) | 15             | [ 19 ] |
| Taiwán (Five Music Japan/Korea)  | 4              | [ 20 ] |

## Historial de lanzamiento
| País          | Fecha               | Formato                     | Sello                 |
| ------------- | ------------------- | --------------------------- | --------------------- |
| Corea del Sur | 18 de enero de 2022 | Descarga digital, streaming | KONNECT Entertainment |
| Corea del Sur | 20 de enero de 2022 | CD                          | KONNECT Entertainment |